# Injection d'eau dans les moteurs
 (juin 2017).
Si vous disposez d'ouvrages ou d'articles de référence ou si vous connaissez des sites web de qualité traitant du thème abordé ici, merci de compléter l'article en donnant les références utiles à sa vérifiabilité et en les liant à la section « Notes et références ».
Pour les articles homonymes, voir Injection d'eau.
L'injection d'eau dans les moteurs est une technique conçue et employée pour améliorer ou modifier les caractéristiques techniques ou le rendement d'un moteur à combustion interne. Connue depuis les débuts de la conception de ces moteurs, elle a connu une période de succès dans le domaine aéronautique, en particulier pendant la Seconde Guerre mondiale, mais reste relativement peu utilisée de nos jours.

## Historique
Le premier à avoir eu l'idée d'injecter de l'eau dans des moteurs à combustion interne est Pierre Hugon en 1865, sur son moteur à gaz, l'eau ayant prétendument « ordre de ralentir la combustion du gaz ». L'expérimentateur relève des courbes à l’indicateur thermique montrant que la courbe de détente s’améliore très sensiblement[réf. nécessaire].
Pendant la Seconde Guerre mondiale, plusieurs moteurs allemands, anglais et américains ont utilisé la technique de l'injection d'eau pour éviter pendant un certain temps la surchauffe de moteurs très puissants ; la liste de ces moteurs figure plus bas dans la section Utilisations.

## Principe revendiqué
L'eau prend la place d'une partie du carburant, ce qui diminue la consommation globale au prix d'une perte de puissance et de rendement. Ce dispositif a été utilisé sur des moteurs fonctionnant à très haute température afin d'éviter que ceux-ci ne se désagrègent du fait de la chaleur : l'eau est une source froide plus efficace que les gaz brûlés. Ceci a expliqué son utilisation massive sur de gros véhicules (avions, bus…) où la régulation de la température a pu être difficile.
Un autre principe est d'ajouter de l'eau sans changer le débit du carburant, ce qui a pour conséquence d'augmenter le débit massique dans la partie combustion, et donc d'augmenter la puissance disponible, mais au détriment du rendement. Ce principe a été utilisé dans les turbines à combustion industrielles de forte puissance pour diminuer le taux des oxydes d'azote (NOx) à l'échappement. Mais l'eau devant être déminéralisée avant injection, cette solution, coûteuse, utilisée sur des systèmes d'injection anciens, a vite laissé place à des systèmes de combustion produisant moins de NOx sans eau (Dry Low Nox (DLN)).
Aujourd'hui, l'injection d'eau est de nouveau considérée dans des moteurs essences automobiles, notamment pour remplacer l'injection de carburant sur des points haut RPM/haute charge où la température des gaz d'échappement pourrait endommager des composants, comme le turbocompresseur. En remplaçant l'injection tardive de carburant par une injection d'eau, la consommation s'en trouve améliorée sans effet négatif sur les caractéristiques fonctionnelles du moteur.
Un autre aspect positif de l'injection d'eau est sa capacité à réduire le cliquetis, ce qui permet d'avoir un taux de compression plus important et donc d'augmenter l'efficacité thermique des moteurs à essence. Dans cette perspective, l'injection d'eau se trouve en concurrence avec d'autres systèmes de dilution du mélange air/carburant tels que la recirculation des gaz d'échappement (en anglais, Exhaust Gas Recirculation, EGR). Il a été démontré qu'un ratio eau/carburant de 40 à 50 % est nécessaire pour obtenir le même effet que 10 % d'EGR. Toutefois, les avantages de l'injection d'eau en termes de contrôlabilité (contrairement à l'EGR, il ne s'agit pas d'une boucle fermée) et de stabilité de la combustion permettent de combiner injection d'eau et EGR, les deux s'appliquant à différents zones de fonctionnement du moteur.

## Utilisation d'eau en phase gazeuse
Les différents procédés sont :
- Intégration d'une machine à vapeur dans le moteur, les cylindres de combustion étant souvent à la fois la chaudière et les chambres de détente.
- Injection de vapeur d'eau dans les cylindres. La vapeur d'eau est injectée en général avec l'air de combustion, pour des raisons de facilité.

Dans le dernier cas, l'énergie de vaporisation est prise sur le moteur directement sous forme thermique. Les ordres de grandeur des puissances récupérables à la source (la puissance crête d'un alternateur est de l'ordre de 0,5 kW, ce qui est petit comparé aux 70 kW moyens d'un moteur à combustion interne), ainsi que les bilans énergétiques globaux particulièrement peu documentés de ces modifications laissent penser que ces « améliorations » restent largement sujettes à caution (jamais d'essais normalisés sur banc moteur homologué par exemple). En effet, il y a inadéquation totale entre la quantité d'énergie chimique injectée et les effets prétendument « mesurés ».
La vaporisation de l'eau est extrêmement gourmande en énergie (c'est d'ailleurs l'effet de refroidissement induit qui est utilisé pour maîtriser les fumées d'incendies) — si la vapeur d'eau a une grande énergie cinétique, c'est qu'on la lui a fournie.
[non pertinent]
[à recycler]

Concernant la thermolyse de l'eau, elle n'est possible qu'à hautes températures et seulement en présence d'un réactif oxydable (ici, le fer). Si elle avait lieu dans un moteur, ce dernier se désagrégerait vite du fait de la transformation du fer en oxyde de fer (beaucoup moins résistant que le fer).
Concernant l'injection de vapeur d'eau à l'admission, aucune étude sérieuse n'a été réalisée en date de 2008 (banc d'essai). Dans le cas du moteur Pantone, les conclusions des mesures faites par des instituts sérieux n'ont pas apporté d'éléments convaincants[réf. nécessaire]. Le « moteur à eau » de Jean Chambrin, techniquement un moteur à mélange d'eau et d'alcool, est pour sa part tombé dans l'oubli, sans surprise pour les scientifiques qui constataient l'absurdité du bilan énergétique revendiqué.
Concernant l'injection de vapeur d'eau dans les gaz d'échappements et dont la partie de l'eau devenue gazeuse est réinjectée dans le moteur, la marque enregistrée Vulcano revendique un système breveté améliorant le rendement des moteurs. Le procédé se différencie du moteur Pantone par le fait que l'eau n'est pas injectée directement dans le moteur.

## Utilisation d'un mélange eau-alcool
Utilisée principalement dans le domaine militaire, l'injection d'un mélange eau-méthanol dans un moteur permet d'augmenter la puissance de celui-ci de façon temporaire.

### Principe
Cette technique est utilisée depuis la Seconde Guerre mondiale pour fournir un supplément de puissance lors de situations particulières : 
- en combat aérien pour un avion de chasse
- pour faciliter le décollage avec une forte charge d'un bombardier ou d'un avion de transport
- ou simplement pour compenser la perte de puissance moteur provoquée par une température ambiante élevée et/ou une altitude de décollage élevée.

Pour obtenir ce gain de puissance, on ajoute au carburant un mélange dosé à environ 50 % d'eau et 50 % de méthanol :
- Le méthanol augmente le pouvoir calorifique du carburant[4].
- L'eau permet de limiter l'augmentation de température et donc de fonctionner avec une pression de suralimentation supérieure [N 1].

Sur les moteurs à explosion, le mélange est en général injecté directement dans la chambre de combustion ou dans le carburateur. Sur les turbopropulseurs et turboréacteurs, le mélange est injecté dans la veine d'entrée d'air du réacteur.
Il est évident que c'est le mélange qui permet d'obtenir cet effet, l'eau seule n'y parviendrait pas.

### Utilisations
Pendant la Seconde Guerre mondiale :
- sur le moteur allemand DB 605 équipant notamment les Messerschmitt BF109 et BF 110
- sur le moteur allemand BMW 801 équipant les Focke-Wulf Fw 190
- sur le moteur Pratt & Whitney R-2800-59 équipant les Republic P-47 Thunderbolt (à partir de la version P-47D)
- sur le moteur Packard V-1650-9 équipant le North American P-51H

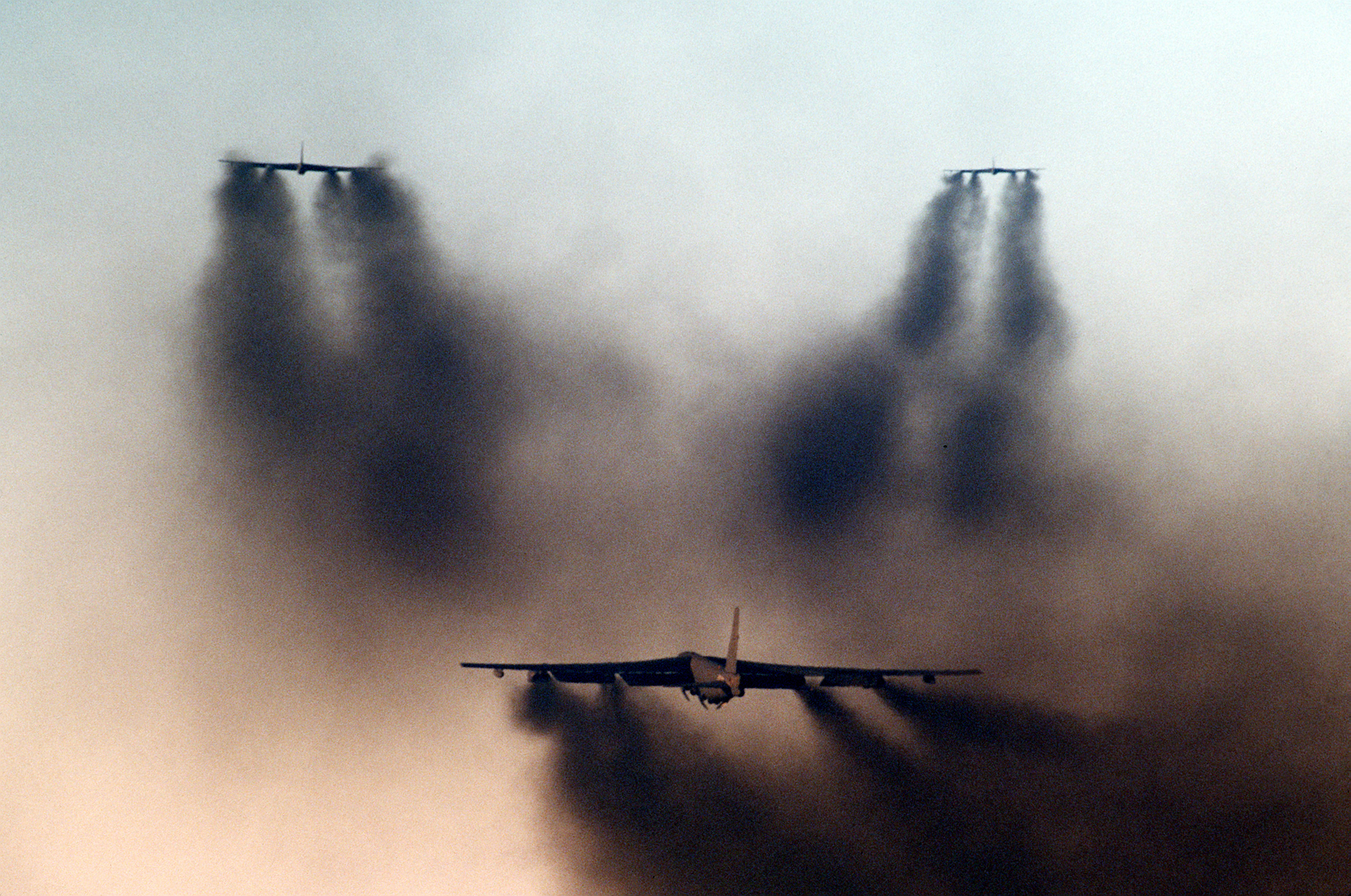
Décollage de trois B-52 avec injection d'eau.

Juste après la Seconde Guerre mondiale :
- sur le réacteur Pratt & Whitney J57 équipant les Boeing B-52 Stratofortress
- sur le réacteur General Electric J47 équipant les Boeing B-47 Stratojet.

Dans les années 1960/1970 :
- sur le turbopropulseur Rolls-Royce Dart RD21 du Breguet Alizé
- sur le turbopropulseur Rolls-Royce Tyne 22 de l'avion de transport C-160 Transall
- sur le turbopropulseur Rolls-Royce Tyne 21 de l'avion de patrouille maritime Atlantic 1 puis son successeur en France l'Atlantique 2
- sur le réacteur Rolls-Royce Pegasus de l'avion de combat à décollage vertical Hawker Siddeley Harrier

Actuellement :
- Sur les véhicules à moteurs turbo-essence, l'injection permet de diminuer la température de la chambre de combustion et d'introduire un liquide ou gaz à haut pouvoir calorifique. La diminution de la température et l'augmentation du pouvoir calorifique augmentent considérablement les performances moteur en prévenant la casse moteur.
- BMW M4 GTS, introduite en 2015. Il s'agit d'une application dont l'objectif est la protection thermique des composants aval sur l'échappement (turbo...) lorsque l'on souhaite augmenter la puissance du moteur. Toutefois, il est généralement anticipé dans l'industrie automobile, que les futures applications se concentreront sur les économies de carburant.

## Avantage et inconvénients
Les avantages généralement relevés d'injection d'eau sont :
- abaissement de la température de fonctionnement du moteur (ce qui explique pourquoi ce genre de dispositifs est utilisé sur des moteurs puissants),
- utilisation comme charge pour changer de type de carburant sans changer le moteur (passage d'essence à méthanol par exemple),
- consommation de moins de carburant (au prix d'une perte nette de rendement),
- moins polluants au kilomètre (du fait de la consommation diminuée en carburant) ;

avec en contrepartie :
- diminution du rendement du moteur (réduction de la température du moteur),
- réduction de la puissance nominale du moteur (perte de rendement + débit de carburant moindre),
- nécessité d'embarquer un réservoir d'eau,
- rend inopérant les pots catalytiques actuels,
- coût de production d'un méthanol pur élevé (comparativement à l'essence ou au gazole pour compenser la réduction de puissance nominale),
- plus polluant au litre de carburant (du fait de la perte de rendement).
- risque de création d'acide nitrique (par mélange d'eau et de oxyde d'azote produit par la combustion du carburant) qui endommage la chambre de combustion.

Ce qui fait que cette technique ne fut utilisée que de manière limitée dans des situations particulières.

Récemment, Bosch a démontré, avec un système appelé "Water Boost", une augmentation possible des performances moteur de 5 % en parallèle d'une diminution de la consommation de carburant de 13 %. des résultats similaires ont été présentés par Fev, expliquant l'engouement nouveau pour cette technologie.
Toutefois, le remplissage du réservoir d'eau avec de l'eau déminéralisée, est considéré comme un problème majeur à l'adoption et à l'acceptation de ces systèmes par les utilisateurs.

### Génération de l'eau dans le véhicule
Pour régler ce problème, différentes sources d'eau peuvent être utilisées, à l'intérieur même du véhicule :
- condensation de l'humidité de l'air dans le système de climatisation
- collecte de l'eau de pluie sur la surface extérieure du véhicule
- condensation dans les gaz d'échappement

Cette dernière option semble la plus prometteuse car c'est la seule qui soit indépendante des conditions atmosphériques. En volume, il y a à peu près 1 litre de vapeur d'eau dans les gaz d'échappement par litre d'essence consommé. En Octobre 2019, Hanon Systems et FEV ont présenté un démonstrateur sur une base d'Audi TT Sport, équipé d'un système d'injection d'eau opéré en boucle fermée grâce à un dispositif de condensation et de collecte de la vapeur d'eau des gaz d'échappement, appelés "Water harvesting System". Des essais ont prouvé que, dans les conditions les plus défavorables, cet équipement permettait de collecter plus de deux fois le volume d'eau ré-injecté. La qualité du liquide collecté a été analysée, sans mettre en évidence de problèmes majeurs (sans odeur ni couleur, pH proche de la neutralité) : ainsi aucune trace de corrosion n'a été détectée sur les systèmes en aval.

## Mélanges carburant-eau
Charles Miriel a inventé une émulsion gazole-eau, maintenue en suspension grâce à un émulsifiant, aux proportions 85 %, 13 % et 2 %. Ce carburant fut commercialisé par Elf sous le nom d'Aquazole dans les années 1990, et des tests ont été faits sur une flotte de bus. Si ce mélange semble apporter une amélioration en termes de NOx, la consommation augmente et ce carburant n'est pas compatible avec les filtres à particules actuels car il abaisse la température des gaz d'échappement. Un procès a mis fin à cette entreprise.
L'entreprise Aquamist fabrique encore des systèmes d'injection d'eau dans les moteurs destinés à la compétition automobile et à l'équipement des moteurs turbo-essence à haut rendement.

### Dispositifs controversés
Différents dispositifs prétendent améliorer le fonctionnement des moteurs en remplaçant une partie du carburant par de l'eau, selon des principes tout à fait inexplicables selon les lois de la physique, comme le moteur Pantone ou le moteur à eau-alcool de Jean Chambrin, présenté en 1974 et tombé dans l'oubli.
Renault a déposé en 2005 un brevet (FR2895461-A1) traitant, entre autres, de l'injection d'eau dans la chambre de combustion du moteur à explosion. Ce brevet revendique uniquement une réduction des émissions de NOx et des gaz imbrûlés, ainsi qu'une meilleure maîtrise du cliquetis (combustion anormale). Contrairement à ce que certains partisans de la théorie du complot suggèrent, le brevet se distingue notablement du « système Gillier-Pantone » car il ne revendique pas de gain de puissance ou de diminution de consommation notables : seuls de légers gains résultant d'une meilleure combustion sont allégués.
Cependant, les recherches du côté du constructeur semblent être arrêtées et le brevet en question reste inexploité depuis son dépôt.